# William Brown Macdougall
William Brown Macdougall (Glasgow, 16 dicembre 1868 – Loughton, 20 aprile 1936) è stato un pittore, incisore e illustratore scozzese.

## Biografia

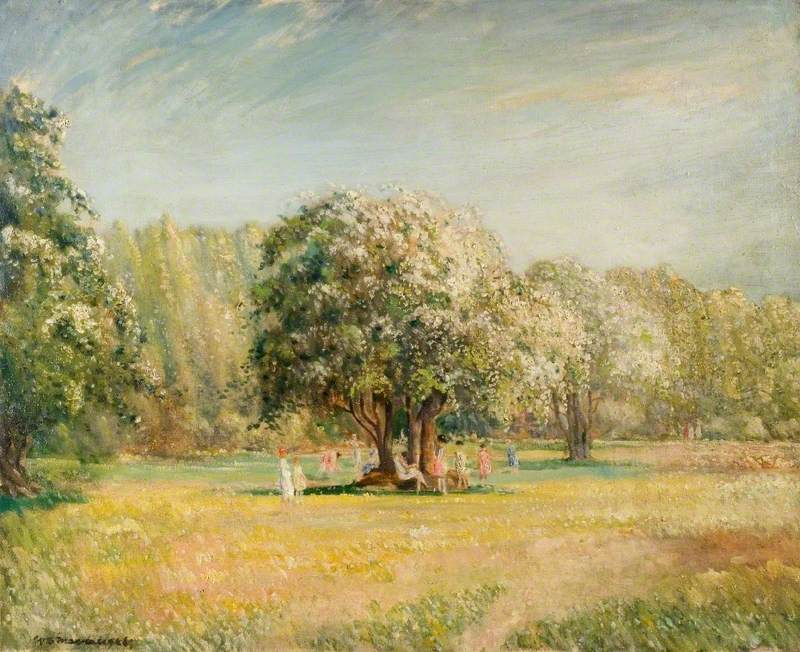
Sotto la grande quercia

William Brown Macdougall studiò inizialmente arte alla "Glasgow Academy". Trasferitosi a Parigi, si iscrisse all'Académie Julian, seguendo in particolare i corsi di William Bouguereau, Jean-Paul Laurens e Tony Robert-Fleury. Conseguì ottimi risultati, tanto che, terminati gli studi, fu incoraggiato ad esporre al
"Salon des artistes français". Rientrato in patria, negli anni 1890 lavorò, come illustratore, per diverse riviste moderniste, quali  "The Yellow Book", "The Evergreen" (fondata da Patrick Geddes) e "The Savoy". In quell'esperienza iniziale lo stile delle sue illustrazioni era ancora palesemente influenzato da artisti come Aubrey Beardsley e William Morris.
Macdougall sposò Margaret Armour (1860-1943), di otto anni più grande di lui, traduttrice, poetessa e drammaturga. Assieme lavorarono con Aubrey Beardsley a diversi progetti in seno alle iniziative del "New English Art Club". Margaret e William realizzarono, fra l'altro The Fall of the Nibelungs (1897), tratto dalla leggenda dei Nibelunghi, e vissero prevalentemente a Loughton nell'Essex, dove promossero anche una comunità artistica.. Macdougall, peraltro, continuò a dipingere e ad esporre. Oltre che a Parigi, inviò i suoi lavori alla Royal Academy of Arts e alla "Royal Scottish Academy" nel 1888, nel 1928 e 1929, al "Royal Glasgow Institute of the Fine Arts" nel 1927, nonché alla "Walker Art Gallery" e alla "Manchester Art Gallery".

Il "Kelvingrove Art Gallery and Museum" e il British Museum custodiscono tutt'oggi delle incisioni di MacDougall.
William Brown Macdougall morì a Loughton a sessantotto anni. Sua moglie Margaret tornò a Edimburgo e si spense sette anni dopo, a 83 anni.

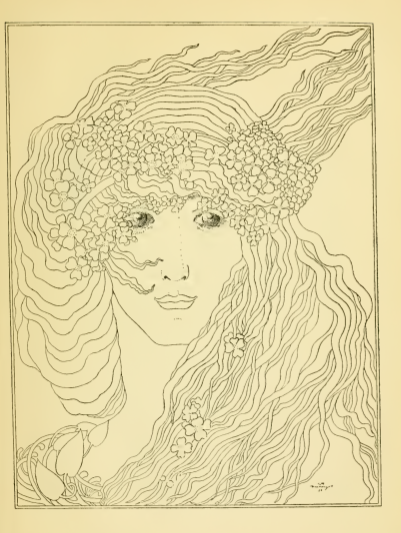
A Woman's Head - 1896

## Libri illustrati
- The Book of Ruth, (1896)
- Chronicles of Strathearn, (1896)
- Thames Sonnets and Semblances, con Margaret Armour,  (1897)
- The Fall of the Nibelungs, con Margaret Armour, (1897)
- The Eerie Book, con Margaret Armour, (1898)
- Isabella, or the Pot of Basil, di John Keats, (1898)
- The Shadow of Love, and other poems..., con Margaret Armour, (1898)
- Rubáiyát of Omar Khayyám, tradotto dal poeta Edward FitzGerald, (1898)
- The Blessed Damozel, di Dante Gabriel Rossetti e William Michael Rossetti, (1898)
- The Fields of France,[3] con Agnes Mary Francis Robinson, (1905)
- Gudrun, con Margaret Armour, (1928)

## Galleria d'immagini

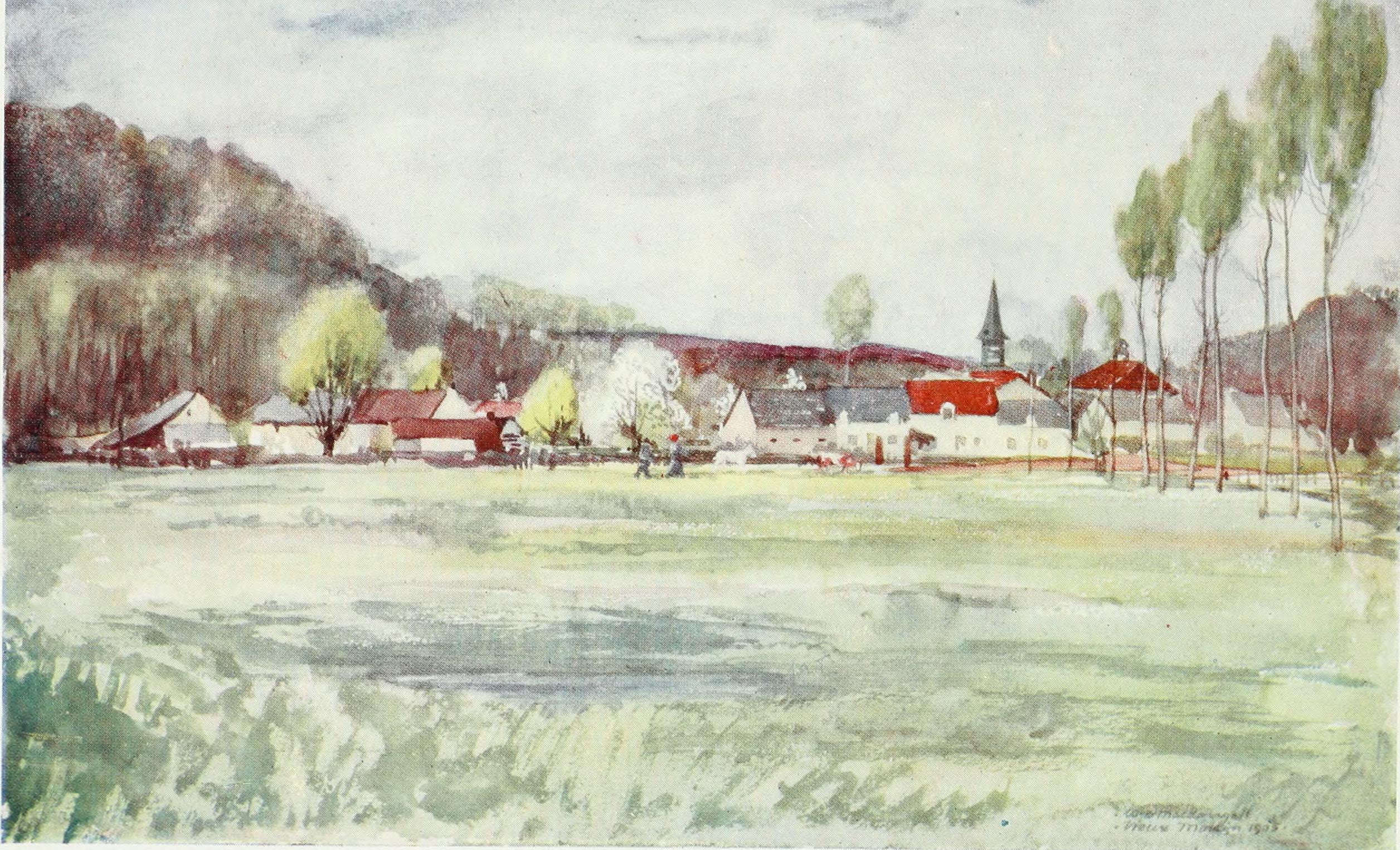
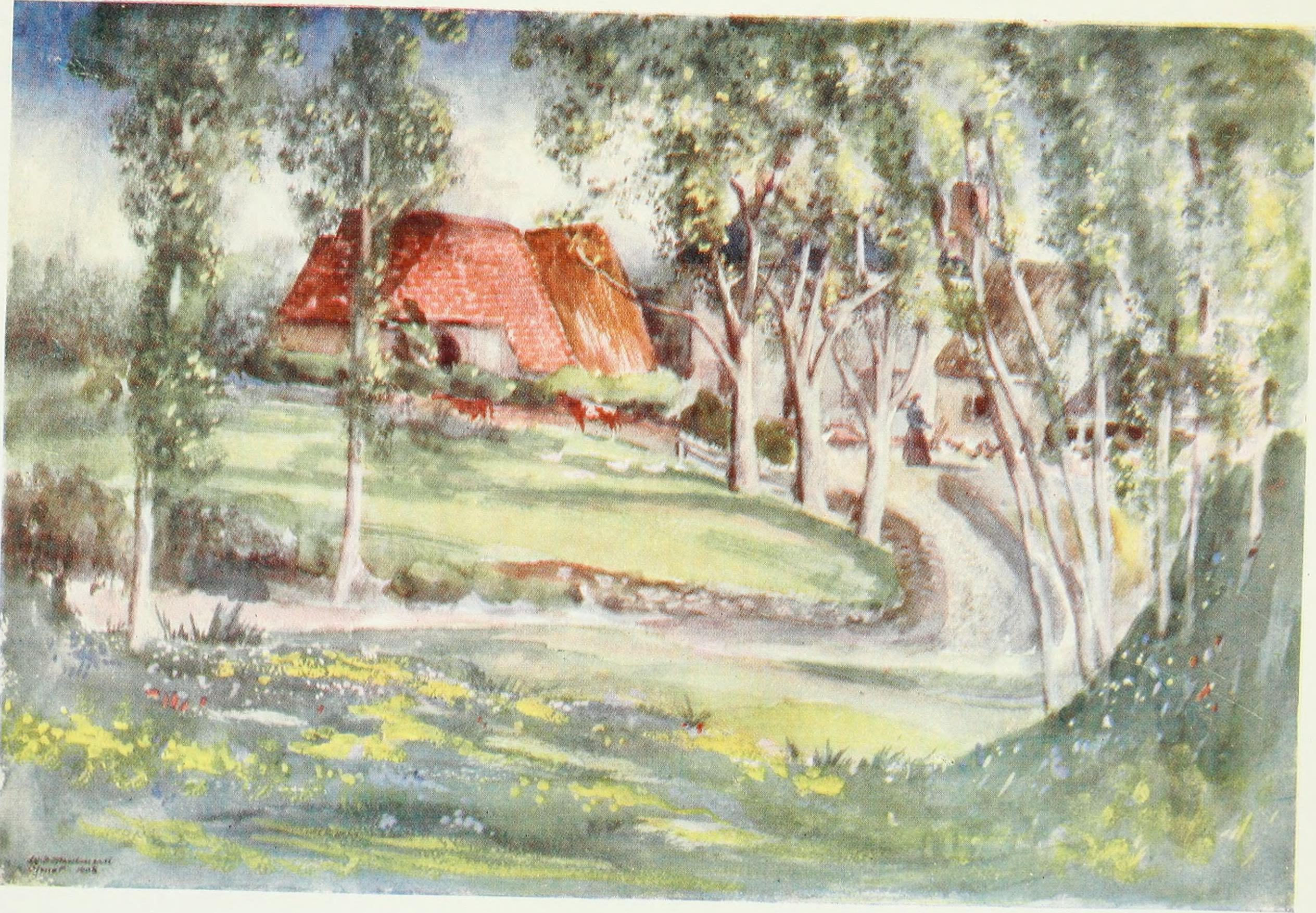
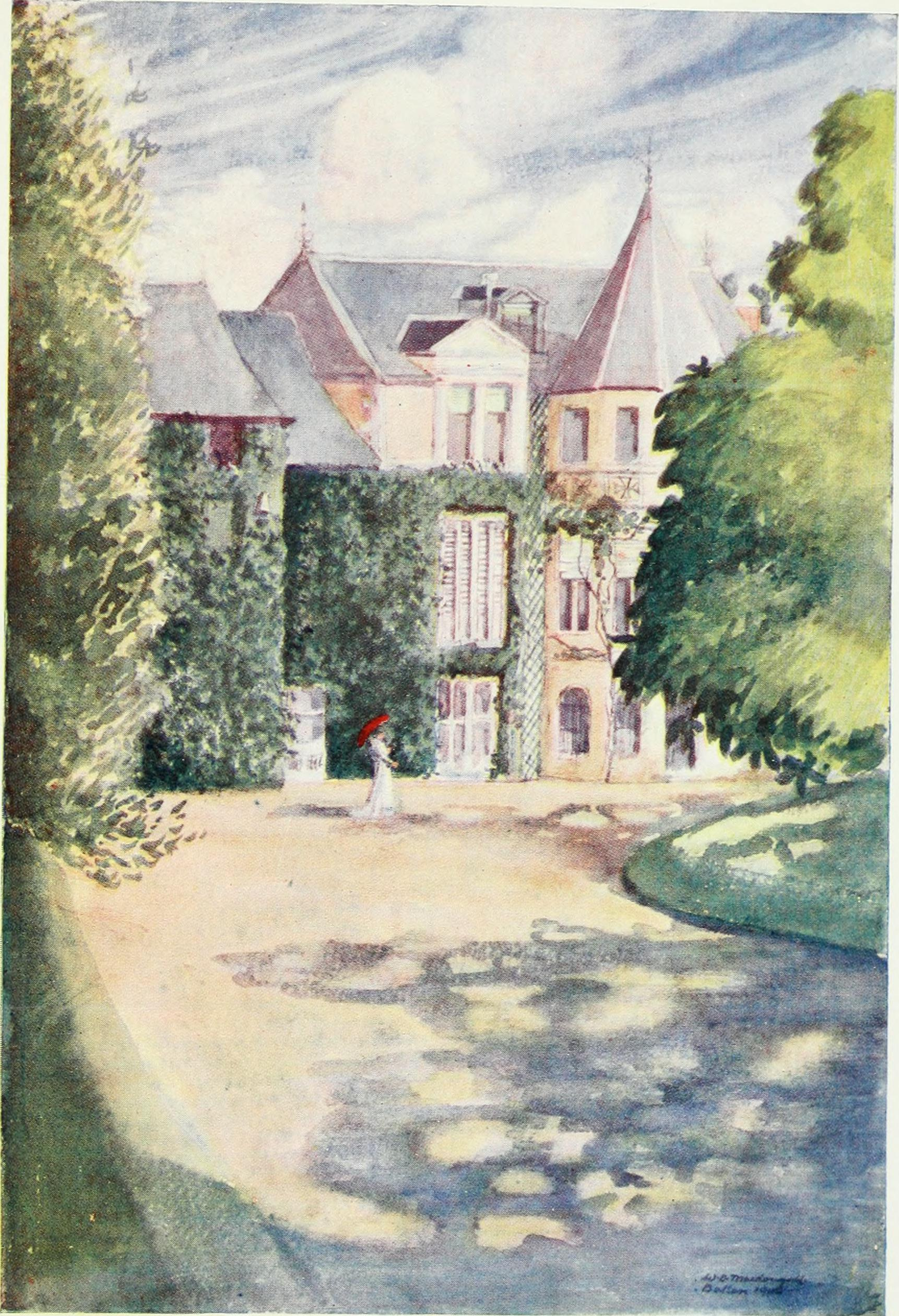
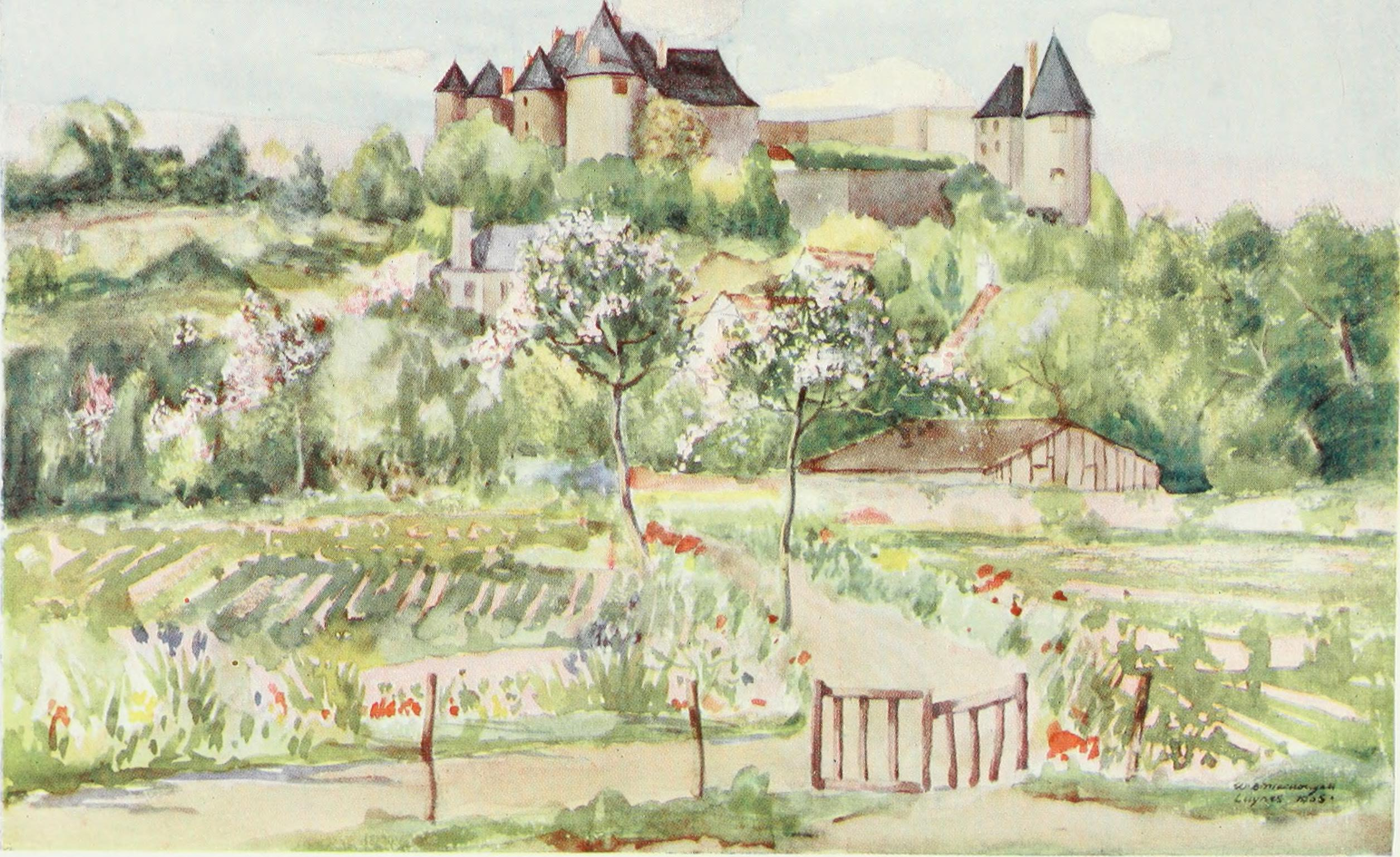

Illustrazioni per il testo "The Fields of France", 1905.